# Dálnice A1 (Bosna a Hercegovina)
Dálnice A1 (bosensky Autoput A1, srbsky Аутопут А1) v Bosně a Hercegovině je hlavní dálnicí v zemi. Po svém dokončení by měla spojit severní i jižní část země.

## Historie
V dobách existence socialistické Jugoslávie nebyla v Bosně a Hercegovině vybudována žádná dálnice. Údolím řeky Bosny, které je hlavním dopravním tahem v zemi, byla nicméně vybudována tzv. magistrální silnice (nové těleso silnice srovnatelné s českou silnicí 1. třídy) s dvěma pruhy. Teprve až s rozvojem dopravy po skončení války v roce 1995 začala být očividná potřeba výstavby dálnice. V roce 1997 bylo schváleno zařazení této dálnice do koridoru Vc, který spojuje chorvatský přístav Ploče s Maďarskem. Studie na vedení dálnice územím Bosny a Hercegoviny byla vypracována v roce 1998.

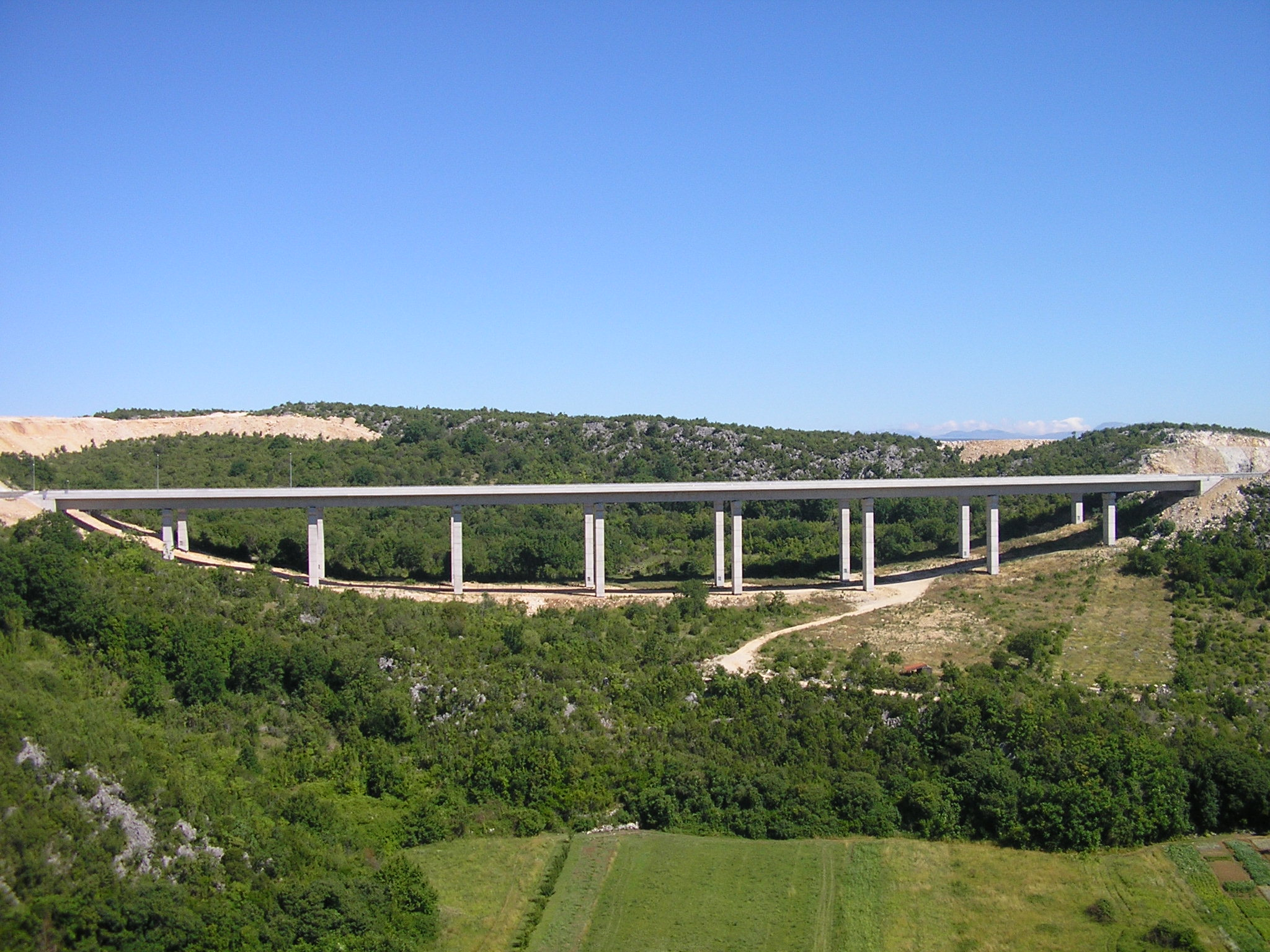
Viadukt Pavlovići na uvedené dálnici.

Stavební práce na dálnici byly zahájeny v roce 2001, a to na prvním úseku Jošanica–Podlugovi, který byl dlouhý 11,3 km a který byl dokončen o 2 roky později. V následujících letech pokračovala výstavba dálnice ve směru na sever a později i na jih od metropole Sarajeva, byť velmi pomalým tempem. V letech 2006 až 2008 byl severní úsek prodloužen z Podlugů až do vesnice Dobrinje. V roce 2013 byl dokončen krátký hraniční úsek u hranice s Chorvatskem do města Čapljina, včetně hraničního přechodu do Chorvatska, který byl dán do užívání v červnu 2013. Úsek prochází krasovou krajinou, překonává hluboká údolí a pro jeho realizaci bylo nezbytné vybudovat několik mostů a viaduktů. Mezi ně patří např. i most Studenčica.
Poté byla dálnice dokončena i do města Zenica ve střední Bosně, včetně tunelu u obce Donji Lučani (oficiálně Tunel 1. března – Tunel 1. mart). Dálnice byla vedena v hustě osídleném údolí řeky, kterou překonává na různých místech po několika mostech. Jižně od Sarajeva až k obci Tarčin byla dálnice zprovozněna v roce 2014. Na výstavbě prvních 100 km dálnice se podílelo celkem 5000 lidí a bylo proinvestováno 1,25 miliardy konvertibilních marek.
Na výstavbě se podílela celá řada společností ať už z Bosny, nebo i z dalších zemí. Mezi domácí společnosti, které tuto dálnici budovaly a budují, patří např. ŽGP Sarajevo, GP Put Sarajevo, Step Sarajevo, Euroasfalt, Hidrogradnja a Niskogradnja. Česká společnost OHL ŽS se rovněž účastnila stavebních prací, stejně jako Cengiz İnşaat z Turecka a rakouská firma Strabag. Z 334 km celkové trasy nyní slouží motoristům 103,5 km, 10 km je ve výstavbě a 220,5 km je v přípravě, Zbytek má být dobudován v 21. století; celkové náklady na výstavbu budou činit 3,2 miliardy eur. Na výstavbu dalších úseků dálnice bude nezbytné realizovat řadu dalších mostů a tunelů. V roce 2019 byl např. budován most přes řeku Neretvu u města Počitelj s celkovou délkou 945 m a výškou 100 m.
Dálnice je projektována s maximální rychlostí 120 km/h. Za dálnici se platí na mýtnicích, které se nacházejí v různých intervalech.

## Financování
Výstavba dálnice je financována z řady zdrojů. Kromě Federace Bosny a Hercegoviny její výstavbu platí také Evropská investiční banka, Kuvajtský fond pro arabský rozvoj, Evropská banka pro obnovu a rozvoj, Státní společnost Dálnice Bosny a Hercegoviny a Evropská centrální banka.

## Kritika
Dálnice je vedena údolím řeky Bosny a hornatým terénem jižně od metropole Sarajeva. Vedení trasy a výstavba dálnice vyvolaly značnou kritiku ze strany ochránců životního prostředí a zainteresovaných občanů, některých médií i akademických kruhů. Dálnice vede ve značné blízkosti lokalit s ohroženými druhy živočichů, narušuje tradiční regiony Bosny a změní život místního obyvatelstva. Nejvíce bylo kritizováno vedení dálnice v blízkostech měst Počitelj a Blagaj a vedení pohořím Prenj.